# Physics World
Physics World is een internationaal, aan collegiale toetsing onderworpen wetenschappelijk tijdschrift op het gebied van de natuurkunde. De naam wordt in literatuurverwijzingen meestal afgekort tot Phys. World. Het wordt uitgegeven door IOP Publishing namens het Institute of Physics.